# Bororos (Brésil)
Pour les articles homonymes, voir Bororos (homonymie).
Les Bororos sont un peuple autochtone présent dans l'État du Mato Grosso (Brésil). Ils appartiennent au tronc linguistique macro-jê.
Les Bororos se nomment eux-mêmes boe. L'ethnonyme « Bororo » désigne la « cour » du village, le lieu où se déroulent les cérémonies qui rassemblent toute la société. D'autres noms ont parfois été utilisés pour désigner certains groupes spécifiques : Coxiponé, Araripoconé, Araés, Cuiabá, Coroados, Porrudos.[réf. nécessaire]

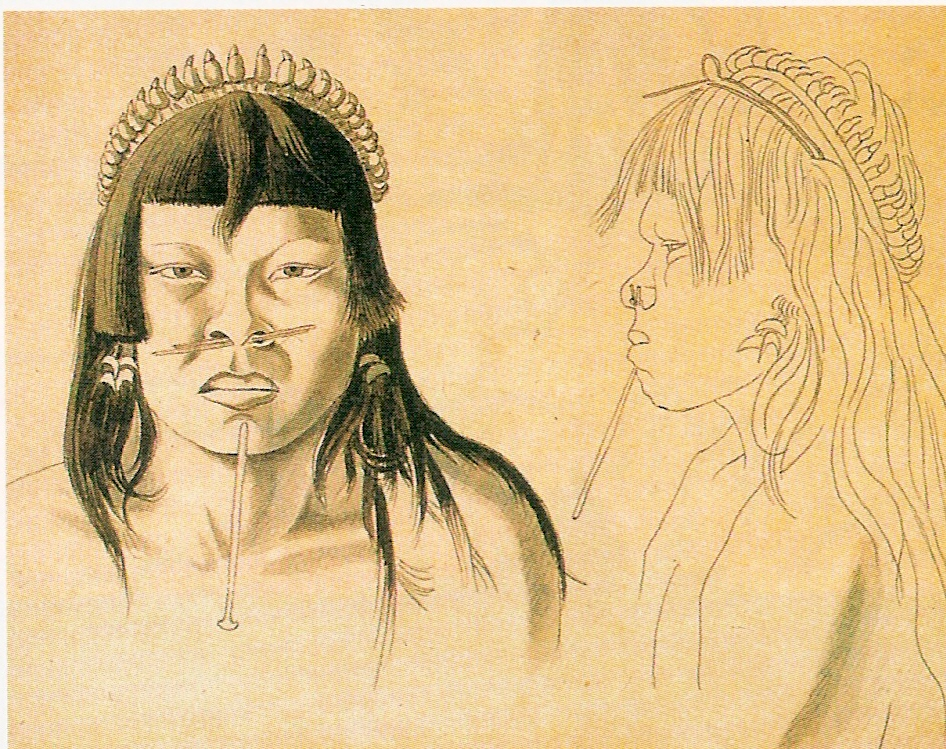
Portrait d'un autochtone Bororo, par Hercule Florence, lors de l'expédition conduite en Amazonie brésilienne par le baron von Langsdorf de 1825 à 1829.

## Langue
Leur langue homonyme (le bororo) appartient au tronc macro-jê.

## Histoire
Au XVIIe siècle, les Jésuites venus de Belém par le rio Araguaia, établirent les premiers contacts connus. Pendant le XVIIIe siècle, les expéditions des « bandeiras Paulistas » venues du sud, puis la découverte d'or dans la région de Cuiabá, présagèrent l'arrivée du front pionnier de la nation brésilienne sur le territoire traditionnel bororo. Les contacts accrus ont repoussé et divisé les Bororos en deux groupes distincts : les Bororos occidentaux (Bororo da campanha et Bororo cabaçais) et les Bororos orientaux (Coroados)[réf. nécessaire]. Les agressions des colons brésiliens anéantirent les Bororos occidentaux au milieu du XIXe siècle. La création d'une route traversant le rio São Lourenço fut à l'origine d'une guerre de cinquante ans achevée par la reddition des Bororos orientaux et la mise en place de la « colonie militaire » de Teresa Cristina e Isabel (1887). Avec la proclamation de la République brésilienne, cette « colonie » s'est vu démarquée par le général Rondon (1896). D'autres aires de démarcations indigènes seront créées jusqu'en 1930 (São João do Jarudori, Colônia Isabel et Pobori) et confiées à partir de 1910 au service de protection des indigènes (SPI). Toujours au XIXe siècle la pression des grands propriétaires de la région de Goiás et des chercheurs de diamants dans la région des Minas Gerais engendra de violents conflits avec les Bororos du nord-est. Leur pacification fut confiée aux salésiens, qui entreprirent leur conversion au début du XXe siècle.

## Population
Leur population n'était plus que de 1 024 personnes en 1997 et serait aujourd'hui de moins de 1000 personnes ; elle vit surtout au Mato Grosso et Goiás occidental au Brésil, et peu en Bolivie.
Les Bororo de l'Ouest qui vivaient autour des rivières Jauru et Cabaçal ont aujourd'hui disparu.

Les Bororo de l'Est (Orarimogodoge) vivent dans la région de São Lourenço (Minas Gerais), et des rivières Rio Garças et Rio Vermelho.

Ils habitent actuellement la région des hauts-plateaux du centre du Mato Grosso, disséminés dans 5 réserves indigènes : Jarudore, Meruri, Tadarimana, Tereza Cristina et Perigara.

## Organisation sociale
Claude Lévi-Strauss a décrit la société Bororo, à partir de son expérience ethnographique dans le village de Kejara (aujourd'hui disparu) en 1936. Il a montré comment sa structure sociale se donne à lire dans son organisation spatiale et le plan de ses villages.
Les maisons sont disposées en cercle. Au centre de celui-ci, se situe une maison plus grande : la maison des hommes baitemannanage°. À partir de la terminologie des maisons, C. Lévi-Strauss observe comment deux phratries, Tugare et Cera, se font face, en formant deux demi-cercles à leur tour divisés selon deux clans : celui de l'amont et celui de l'aval. Chacune de ces moitiés est exogamique et divisée en différents clans de filiation matrilinéaire, régis par une règle de résidence matrilocale. Ainsi les hommes bororos doivent se marier avec une femme de l'autre fratrie et donc aller habiter dans une maison de l'autre moitié. La maison des hommes devient alors un lieu privilégié pour les hommes mariés puisqu'elle s'ouvre à la fois sur le clan de son enfance et le clan auquel son mariage le fait appartenir. Chacune des deux portes de la maison des hommes se voit donner le nom de la fratrie opposée à celle à laquelle elle fait face.

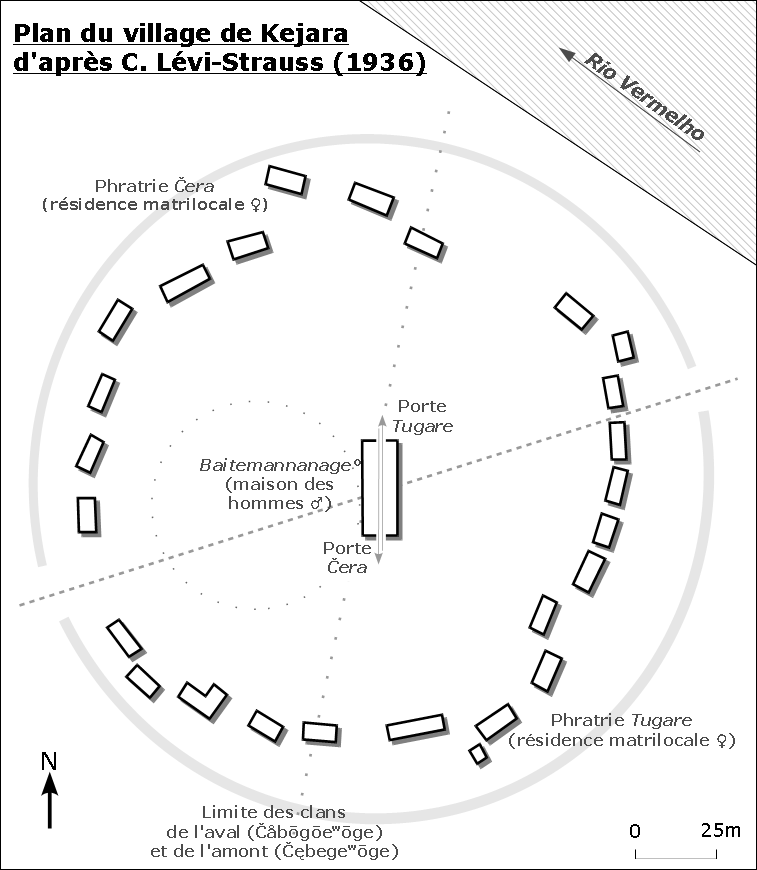
Plan du village Bororo de Kejara, d'après Claude Lévi-Strauss (1936)

Dans le village, chaque groupe de maisons appartient à un clan particulier, et à l'intérieur de chaque clan il existe une communauté de biens culturels (noms, chants, peintures, etc.) ne pouvant être utilisés que par les membres de ce clan.

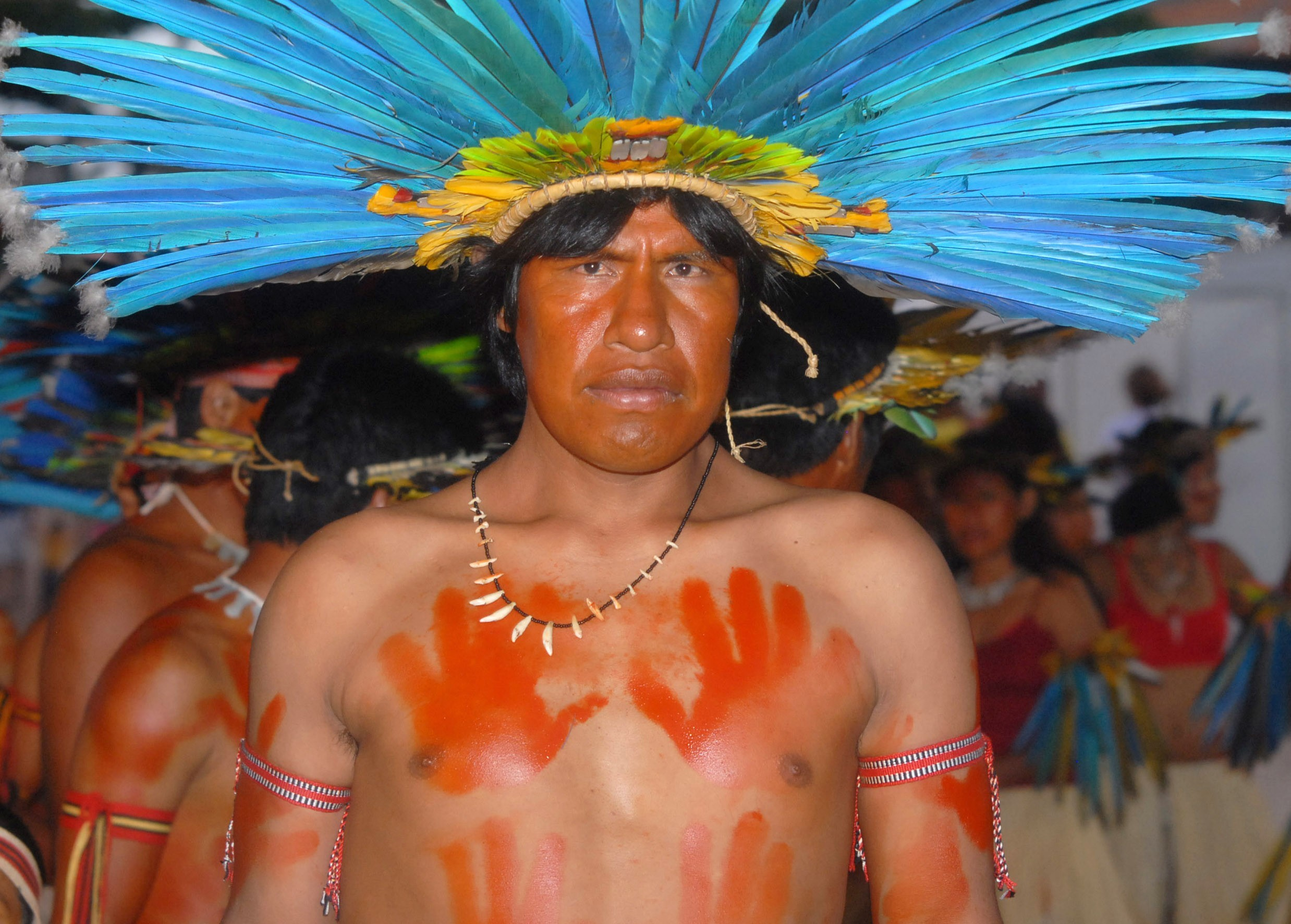
Bororo, avec coiffe en plumes de perroquet

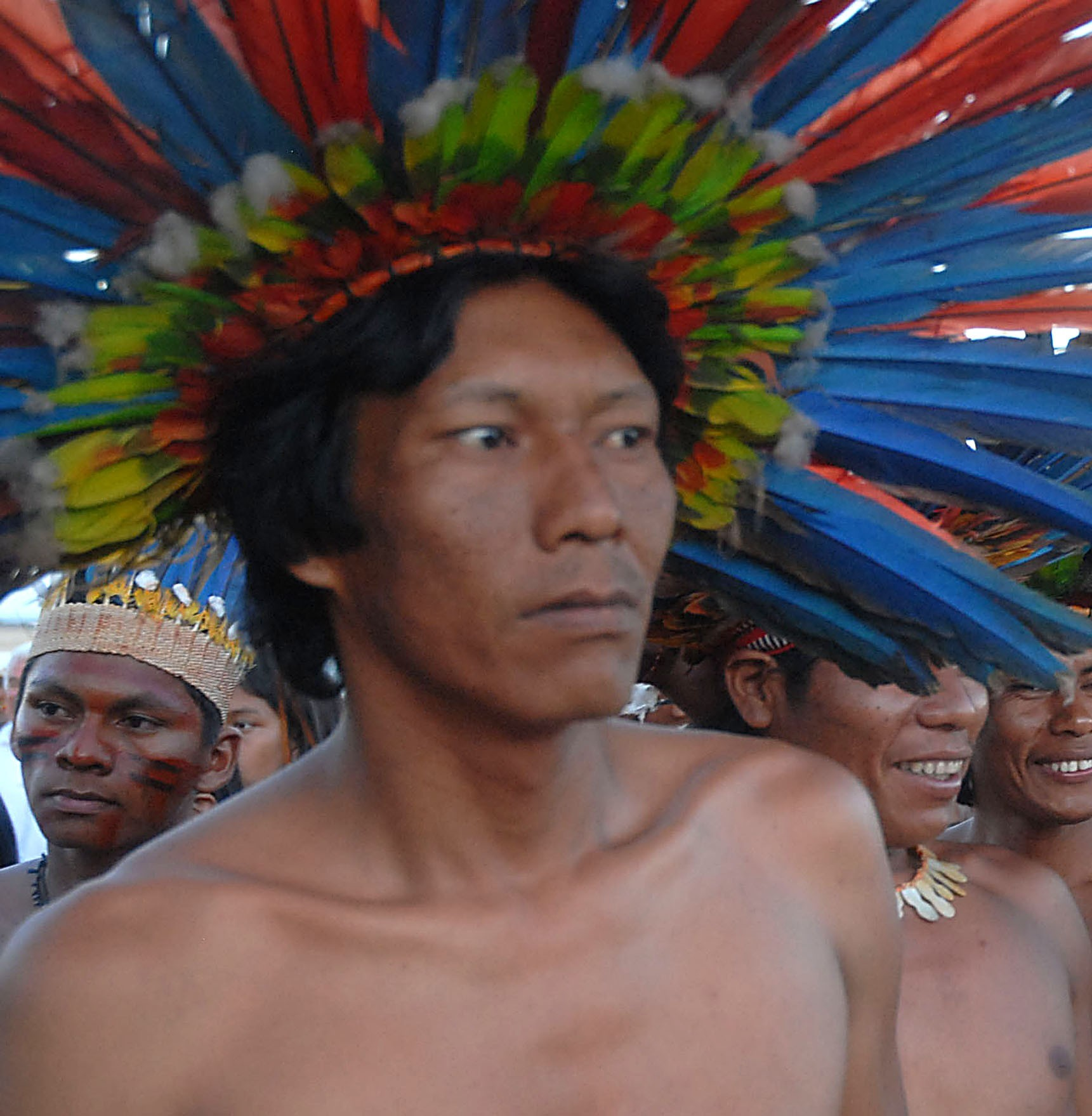
Bororo, avec coiffe en plumes de perroquet

À l'ouest de la maison des hommes, une cour de cérémonie appelée « bororo » est le lieu où la plupart des cérémonies importantes se tiennent.
Les missionnaires salésiens ont - selon Claude Lévi-Strauss - bien compris l'importance du plan de village. Ils ont découragé le plan de village traditionnel au profit d'un plan à l'européenne, tout en tolérant le maintien de certaines traditions et en luttant encore pour qu'on protège le système de subsistance bororo qui leur permet de consacrer 50 à 75 % de leur temps à se décorer de peintures, de plumes, de crocs de jaguars, d'ongles de grands tatous pour chanter, danser des heures durant.

## Mode de vie
Traditionnellement chasseurs et cueilleurs, ils se sont, sous l'influence des missionnaires, puis des autorités brésiliennes plus récemment, mis à l'agriculture, qui assure maintenant leur subsistance. Les hommes chassent et les femmes, dans la région du rio Vermelho notamment, plantent et récoltent le manioc, le maïs et le riz, récemment introduits. L'agriculture n'étant pratiquée que par les femmes, celles-ci prennent une importance croissante notamment à la suite de la raréfaction du gibier.
Les Bororos pratiquent de nombreux rituels dont :
- la Fête du Maïs, célébration de la collecte de la céréale, aliment important dans la nourriture des Indiens ;
- le percement des oreilles et des lèvres ;
- le rituel funéraire, une célébration sacrée pour tous ceux qui se considèrent Indiens.

Les rites de passage (dans lesquels les individus passent d'une catégorie sociale à une autre) les plus importants sont :
- la cérémonie du nom ;
- l'initiation ;
- les rites funéraires, qui peuvent durer jusqu'à 2 mois et qui ont attiré l'attention des ethnologues par leur complexité.

## Totémisme
Lucien Lévy-Bruhl dans Les fonctions mentales dans les sociétés inférieures, Paris, Alcan, 1910, p. 61-62, cite Karl von den Steinen (1894) et commente : 

« Les Trumai (tribu du nord du Brésil) disent qu'ils sont des animaux aquatiques. Les Bororó (tribu voisine) se vantent d'être des araras (perroquets rouges). Cela ne signifie pas seulement qu'après leur mort ils deviennent des araras, ni non plus que les araras sont des Bororó métamorphosés, et doivent être traités comme tels. Il s'agit de bien autre chose. "Les Bororo, dit M. von den Steinen, qui ne voulait pas le croire, mais qui a dû se rendre à leur affirmation formelle, les Bororó donnent froidement à entendre qu'ils sont actuellement des araras, exactement comme si une chenille disait qu'elle est un papillon." (K. von den Steinen, Unter der Natürvölker Zentralbräsiliens, p. 305-306). Ce n'est pas un nom qu'ils donnent, ce n'est pas une parenté qu'ils proclament. Ce qu'ils veulent faire entendre, c'est une identité essentielle... Pour une mentalité régie par la loi de participation, il n'y a point là de difficulté. Toutes les sociétés de forme totémique comportent des représentations collectives du même genre, impliquant une semblable identité entre les individus d'un groupe totémique et leur totem. »

Pour Claude Lévi-Strauss (Le totémisme aujourd'hui, 1962), le totémisme, en mettant en relation des groupes sociaux ou des individus avec des espèces animales ou végétales, sert surtout de classification, il différencie les espèces, il fait correspondre des éléments relevant de la culture avec des êtres relevant de la nature, mais le totémisme reste une illusion des anthropologues du XIXe siècle, dont James Frazer.